# تل ابیض
تل ابیض (به عربی: تل أبيض)، (به کردی: Girê Spî)، (به ترکی استانبولی: Tellebyad), (به ارمنی: Թել Աբյադ)، (به سریانی: ܬܠ ܐܒܝܕ‎) مرکز منطقه تل ابیض از توابع استان رقه در سوریه است. این شهر در کنار مرز ترکیه قرار گرفته و گذرگاه مرزی تل ابیض نیز در این شهر است. جمعیت شهر نزدیک به ۳۰ هزار نفر می‌باشد. اعراب و کردها ساکنان این شهر را تشکیل می‌دهند.
در جنگ داخلی سوریه بین کردها و نیروهای تندروی سلفی بنیادگرا برای تسلط بر این شهر جنگی درگرفت. متعاقب آن گروه‌های تندروی سلفی در قتل‌عامی ۴۵۰ تن از کردهای تل ابیض را کشتند که ۱۲۰ تن آنان کودک بودند.
در سال ۲۰۱۲ این شهر به کنترل سلفی‌ها درآمد. داعش در ۳۰ ژوئن ۲۰۱۴  کنترل شهر را به دست گرفت. پس از تسلط داعش بر شهر، بسیاری از کردها مجبور به مهاجرت شدند.
نیروهای کرد مورد حمایت آمریکا در ۱۶ ژوئن ۲۰۱۵، داعش را از تل ابیض بیرون راندند.
در ۱۳ اکتبر ۲۰۱۹ ارتش ترکیه و جبهه آزادی‌بخش ملی سوریه در جریان عملیات چشمه صلح کنترل شهر تل ابیض را به دست گرفتند.